# Котвіцька Алла Анатоліївна
Алла Анатоліївна Котвіцька (нар. 7 серпня 1972; Харків УРСР СРСР) — українська вчена, доктор фармацевтичних наук, професор, академік Національної академії наук вищої освіти України, заслужений діяч науки і техніки україни, кавалер ордена княгині Ольги III ступеня . Ректор Національного фармацевтичного університету. 

## Життєпис
Алла Котвіцька народилася 7 серпня 1972 у Харкові. Після закінчення зі срібною медаллю середньої школи у Змійові поступила до Харківського фармацевтичного інституту (з 1992 року Українська фармацевтична академія), який закінчила у 1995 році за спеціальністю «Фармація». Того ж року почала працювати у академії (з 2002 року Національний фармацевтичний університет). У 2003 році здобула другу вищу освіту у Харківському національному університеті імені В. Н. Каразіна отримавши кваліфікацію спеціаліста з «Банківської справи». У 2009 році стала професором кафедри організації та економіки фармації, а через два роки завідувачкою кафедри соціальної фармації. У 2011 році отримала вчене звання професора. Паралельно з 2008 року працювала проректором науково-педагогічної роботи заочної форми навчання, а з 2014 року першим проректором з науково-педагогічної роботи. У 2017 році була обрана ректором Національного фармацевтичного університету. У 2020 році закінчила Харківську гуманітарно-педагогічну академію та отримала кваліфікацію викладача англійської мови.
Як науковець займається проблемами роботи системи забезпечення фармацевтичної допомоги для пільгових груп та категорій населення і для наркозалежних. У 2002 році під керівництвом професора Дмитра Дмитрієвського захистила кандидатську дисертацію за темою: «Розробка складу та технології емульсії анальбену для лікування запальних захворювань суглобів». У 2008 році захистила докторську дисертацію за темою: «Методологія соціально-ефективної організації фармацевтичного забезпечення населення». Через два роки вона очолила першу в Україні кафедру соціальної фармації. Створила власну наукову школу, підготувала 1 доктора наук та 11 кандидатів наук.
Дійсний член громадської організації Академія наук вищої освіти України.
Ректор А. А. Котвіцька приділяє значну увагу ключовим напрямам діяльності університету: впровадженню інноваційних методів і засобів для здійснення освітнього процесу, удосконаленню навчально-методичної роботи та підвищенню компетентності професорсько-викладацького складу колективу, підвищення рівня наукових досліджень НФаУ, соціально-виховній та профорієнтаційній роботі. Підтвердженням успішної роботи НФаУ стало створення та впровадження інтегрованої системи управління якістю, сертифікованої на відповідність вимогам стандартів ISO 9001:2015, а також ISO 14001:2015 та ISO 50001:2018, які підтверджують дію в університеті екологічного та енергетичного менеджменту. Особливу увагу приділяє розвитку міжнародної діяльності НФаУ, утвердженню його стійкого іміджу за кордоном, активізації участі колективу в роботі громадських міжнародних об’єднань, розвитку освітніх зв’язків і системного співробітництва з провідними вишами Європи. Брала активну участь у підготовці та проведенні на базі університету трьох з’їздів фармацевтів україни.
Науковими здобутками Алли Анатоліївни є понад 800 праць навчального, навчально-метлдичного та наукового характеру, серед яких 1 національний підручник («Основи права та законодавства у фармації», 2016), 2 підручники з грифами МОН України, 22 навчальних посібники, понад 60 навчально-методичних видань, понад 30 наукових методичних рекомендацій, 19 свідоцтв про реєстрацію авторського права на твір, 4 інформаційних листи, патент України, 4 наукових повідомлення про наукову (науково-технічну) продукцію. Брала активну участь у розробці «Етичного кодексу фармацевтичних працівників України», є співавтором Концепції розвитку фармацевтичної галузі України, низки нормативно-правових актів державного рівня.
Котвіцька Алла Анатоліївна є головою ректорської та вченої ради НФаУ, спеціалізованої вченої ради Д 64.605.02 зі спеціальності 15.00.01 - «Технологія ліків, організація фармацевтичної справи та судова фармація» (з 2013 року); членом Ради ректорів вищих навчальних закладів III-IV рівнів акредитації Харківського регіону; Вченої ради при Державній службі України з лікарських засобів та контролю за наркотиками; Центральної атестаційної комісії при МОЗ України з атестації провізорів; Ради ректорів закладів вищої освіти, які здійснюють підготовку здобувачів за спеціальностями галузі знань «22 Охорона здоров’я» при Міністерстві охорони здоров’я України; об’єднаної Конкурсної комісії з присудження Премії Верховної Ради України молодим ученим та іменних стипендій Верховної Ради України для молодих учених - докторів наук; Ради Північно-Східного наукового центру НАН України і МОН України, Міжнародної асоціації фармацевтів (FIP); головним редактором фахового видання «Соціальна фармація в охороні здоров’я»; головним науковим консультантом фахового видання «Управління, економіка та забезпечення якості в фармації»; фахового видання «Вісник фармації»; головою редакційної ради журналу «Современная фармация» тощо .

## Науковий доробок
- Основи економіки та системи обліку у фармації: Навч. посіб. 2005
- Фармакоекономічне обґрунтування стандартів фармакотерапії, що використовуються в практиці сімейних лікарів: Метод. рекомендації. 2006
- Організація фармацевтичного забезпечення населення: Навч. посіб. 2007
- Екстремальна медицина: Навч. посіб. 2014
- Основи права і законодавства у фармації: Підруч. 2016

## Нагороди
Алла Анатоліївна відзначена численними державними та відомчими нагородами, серед яких:
- Почесне звання України «Заслужений діяч науки i техніки України» (Указ Президента України № 751/2014 від 03.10.2014);

- Орден княгині Ольги ІІІ ступеня (2021)[4];

- Відзнака Ради національної безпеки і оборони України III ступеня (2021);
- «Знак Пошани» Національної академії медичних наук України (2021);
- Відомча заохочувальна відзнака Державної служби України з лікарських засобів та контролю за наркотиками - «Знак Пошани» (2021);
- Почесна грамота Кабінету Міністрів України (2005);
- Почесна грамота Верховної Ради України (2010);
- Почесна грамота МОЗ України (2013);
- Почесна грамота Президії Національної академії медичних наук України (2019);
- Почесна грамота Національної академії наук вищої освіти України (2021);
- Почесна грамота Обласного комітету Харківської обласної організації профспілки працівників охорони здоров’я України (2021) [1].